# Mezőkovácsháza
Mezőkovácsháza – miasto w południowo-wschodnich Węgrzech, w Komitacie Békés, siedziba władz powiatu Mezőkovácsháza.